# سفارة الأردن لدى تركيا
سفارة الأردن لدى تركيا هي البعثة الدبلوماسية للمملكة الأردنية الهاشمية لدى جمهورية تركيا، وتقع بالعاصمة أنقرة.